# Csikvánd
Csikvánd é um município da Hungria, situado no condado de Győr-Moson-Sopron. Tem 14,53 km² de área e sua população em 2015 foi estimada em 462 habitantes.